# Station Schüttorf
Station Schüttorf (Bahnhof Schüttorf) is een spoorwegstation in de Duitse plaats Schüttorf, in de deelstaat Nedersaksen. Het station ligt aan de spoorlijn Almelo - Salzbergen. Het station telt twee perronsporen. 

## Treinverbindingen
De volgende treinserie doet station Schüttorf aan:
| Serie       | Treinsoort                      | Route                                                                                      | Bijzonderheden    |
| ----------- | ------------------------------- | ------------------------------------------------------------------------------------------ | ----------------- |
| 20350 RB 61 | Stoptrein/Regionalbahn (Keolis) | Hengelo – Bad Bentheim – Schüttorf – Rheine – Osnabrück Hbf – Bünde(Westf) – Bielefeld Hbf | Wiehengebirgsbahn |

0,8: Almelo ·
2,7: Almelo de Riet ·
7,1: Zenderen ·
10,1: Borne ·
15,4: Hengelo ·
Hengelo GOLS ·
17,2: Hengelo Oost ·
26,2: Oldenzaal ·
16,7: Gildehaus ·
13,7: Bad Bentheim ·
Bad Bentheim Nord ·
9,3: Schüttorf ·
0,0: Salzbergen